# Anatol Ugorski
Anatol Ugorski (en russe : Анатолий Зальманович Угорский), né le 28 septembre 1942 à Roubtsovsk (République socialiste fédérative soviétique de Russie, URSS), en Sibérie, et mort le 5 septembre 2023 à Detmold (Rhénanie-du-Nord-Westphalie, Allemagne), est un pianiste soviétique naturalisé allemand.

## Biographie
Anatol Ugorski, issu d'un milieu pauvre, est l'aîné de cinq enfants. Dès 1945, ses parents s'installent à Leningrad. Il est d'abord dans une école où il chante et joue du xylophone. Dès ses six ans, il réussit la sélection l'entrée à l'école de musique du Conservatoire où il étudie jusqu'en 1960. Il est admis ensuite au conservatoire de Leningrad dans la classe de piano de Najda Gouloubovskaia avec qui il travaille jusqu'en 1965. Encore étudiant, il attire l'attention par l'interprétation d'œuvres d'avant-garde : délaissant le répertoire traditionnellement dévolu aux pianistes russes, il crée en URSS certaines des œuvres de compositeurs occidentaux controversés : Arnold Schönberg (Pierrot lunaire), Alban Berg, Olivier Messiaen et Pierre Boulez, aidé de son épouse, la musicologue Maja Elik.
En 1968, il remporte le troisième prix du Concours international Georges Enesco de Bucarest. Lors d'une tournée de concerts à Leningrad de Pierre Boulez, à l'automne 1968, dans une période d'ouverture culturelle relative (peu après le Printemps de Prague, et l'invasion des troupes du Pacte de Varsovie), les applaudissements enthousiastes d'Ugorski, sont interprétés comme une manifestation politique – il devait travailler avec le chef d'orchestre trente ans plus tard. Il est convoqué par le rectorat et considéré avec suspicion comme peu fiable politiquement, en raison de sa passion pour la musique contemporaine occidentale et ses origines. Sa carrière est arrêtée pendant plus de dix ans. Il se trouve confiné à un poste d'accompagnement de la chorale des Jeunes Pionniers, ne pouvant se produire que dans le bloc soviétique et pour les écoliers de province reculées, ou des concerts privés, mais toujours pleins.
Irene Dische commente : « Dans cette liberté artistique parfaite, il a joué seulement pour lui-même ». Ses concerts en solo deviennent très recherchés. Anatol Ugorski confie que son meilleur concert Scarlatti, il l'avait réalisé pour enfants dans la ville industrielle d'Asbest. C'est seulement en 1982, sous la pression de sa réputation artistique, qu'il obtient un poste de professeur au Conservatoire de Leningrad.
Jusque-là, il n'était pas question d'émigrer, mais au printemps 1990, sa fille Dina Ugorskaïa (1973-2019), alors dans sa seizième année – et elle aussi pianiste et élève du Conservatoire – subit un harcèlement antisémite et se sent menacée. Les Ugorski prennent la fuite sans préparation, ni papiers pour Berlin-Est. La famille vit dans un camp de réfugiés pendant plusieurs mois. Il grave son premier disque en 1991 avec les Variations Diabelli pour Deutsche Grammophon, avec qui il signe un contrat d'exclusivité.
Sa carrière internationale est lancée en 1992. Il a cinquante ans et sera bientôt naturalisé. Il donne d'abord des concerts spectaculaires au Conservatoire de Milan et au Festival de Vienne. En 1995, il se produit à Amsterdam pour le Prinsengrachtconcert (en). Il se produit en tant que soliste ou avec des orchestres tels que l'Orchestre symphonique de la radio de Cologne, l'Orchestre philharmonique tchèque, le Concertgebouw, l'Orchestre de Paris et l'Orchestre de Chicago et participe régulièrement aux plus important festivals dans le monde entier.
Jusqu'en 2007, Anatol Ugorski est professeur de piano à la Hochschule für Musik de Detmold, où il habite. Il a été aussi membre du jury du Concours international de musique de l'ARD à Munich.

## Enregistrements
Anatol Ugorski a publié de nombreux disques de piano du répertoire des XIXe et XXe siècles. Parmi ses enregistrements les plus importants, on trouve le Catalogue d'oiseaux d'Olivier Messiaen (prix Echo Klassik 1995) et le Concerto pour piano de Scriabine avec l'Orchestre de Chicago dirigé par Pierre Boulez. Pour cet enregistrement, Ugorski a été nommé au Grammy en février 2000. Avec sa fille, Dina Ugorskaja, il a enregistré des concertos pour deux pianos de Bach (BWV 1060), Mozart (K.365) et Chostakovitch (op. 94). En 2010, il a joué l'intégrale des sonates de Scriabine pour Cavi-music. Il a aussi enregistré avec le Quatuor Delian, le Quintette avec piano de Chostakovitch chez Oehms Classics (2014).
- Beethoven, Sonate pour piano op. 111 ; Bagatelles op. 126 ; Für Elise ; Rondo et Cappricio op. 129 (1992, DG 435 881-2)
- Beethoven, Variations Diabelli (1991, DG 435 615-2)[5] (OCLC 715702162)
- Messiaen, Catalogue d'oiseaux (2003, 3CD DG) (OCLC 716474039)
- Moussorgski, Tableaux d'une exposition ; Stravinsky, trois mouvements de Petrouchka (1992, DG 435 882-2) (OCLC 887764660)
- Schumann, Davidsbündlertänze op. 6 ; Schubert, Wanderer Fantaisie D.760 / op. 15  (septembre 1992, DG 437 539-2) (OCLC 66153796)
- Scriabine, Concerto pour piano ; Prométhée (1999, DG)
- Scriabine, Sonates 1-10 (2010, 2CD Cavi-Music)

LP
- Bach, Sonate pour alto BWV 1027-1029 - Yuri Kramarov, alto ; Ugorski, clavecin (1976, LP Melodiya C10 67925-26)